# Апсны (симфония)
Симфония «Апсны» — первая абхазская симфония. Композитор Петр Петров. Симфония для большего симфонического оркестра (тройной состав).
Первое исполнение 19 мая 1976 года — дирижёр Анатолий Дмитриевич Хагба.

## История
Первая абхазская симфония «Апсны» начата в 1975 году. Симфония «Апсы» стала первым сочинением Петра Петрова после окончания Киевской консерватории.
В 1978 году Петр Петров был принят в члены Союза композиторов СССР, где он представил симфонию «Апсны». Рекомендации дали вывший педагог по композиции Ю.Ищенко и известный музыковед Абхазии М. Хашба.
Для самого композитора это сочинение оказалось полезным опытом и и достижением синтеза национальных и классических традиций. По определению автора, тема симфонии — «Музыкальное повествование о прошлом и настоящем Абхазии»

## Первое исполнение
Впервые исполнена 19 мая 1976 на государственном экзамене Анатолия Дмитриевича Хагба отделения по симфоническому дирижированию Тбилисской государственной консерватории в Абхазской государственной филармонии. Для исполнения симфонии были приглашены музыканты из Тбилиси. На первом исполнении присутствовали министр культуры Алексей Хутович Аргун, музыковеды Мери Хашба, Светлана Прокофьевна Кецба, композиторы Константин Ченгелия, Тота Аджапуа, Леонид Чепелянский, педагог О. Димитриади.
Исполнялась в Абхазии, Майкопе, Волгограде.

## Части
Общая продолжительность произведения 40—45 минут.
Симфония состоит из 4-х частей:
Тема вступления эпическая, торжественно озвучена литаврами, трубами, валторнами.
Первая часть — сонатное аллегро. Задумчивый рассказ главной темы и побочная распевная мелодия, исполняемая валторнами («Старцы говорят»).
Вторая часть — скерцо, написанная в форме рондо. Гармонический фон создают тревожный гобой, мелодию исполняет контрапунктирующие валторны, струнные и флейты.
Третья часть, задумана в форме вариаций, и осмысливает тему махаджирства. Мелодия — синтез колыбельной и интонаций плача.
В четвёртой части была использована тема абхазской плясовой (из сборника К. Ковача).

## Отзывы
Музыковед, министр культуры Абхазии Алексей Хутович Аргун с восхищением принял эту симфонию.
«В репризе тема ритмически заострена, реприза идет без побочной партии, усеченная, вместе с кодой создается образ волевой и сильный — народ не теряет стойкости духа в преодолении испытаний и бедствий. В ней он рассказал языком музыки о прошлом и настоящем его любимой родины.» — Аида Ашхаруа.
«С удовольствием включил в дипломную работу моего студента Анатолия Хагба, после специального прослушивания симфонии молодого композитора П. Петрова „Апсы“. Считаю, что музыка симфонии вполне отвечает названию, написана хорошим профессиональным подчерком, оркестрована с хорошим вкусом. Композитор проявил отличное чувство формы и колорита. Это произведение должно войти в репертуар оркестра и смело может быть пропагандированным» — писал в своем отзыве народный артист СССР, профессор О. Димитриади.
В образах симфонии, в её музыкальном языке композитор использует характерные для абхазской народной песни лады, подлинные образы народного фольклора, умело сочетая их с мажорно-минорной системой, интонационные обороты, присущие абхазскому народному мелосу.
В 1978 году газета «Советская Абхазия» пишет «Симфония … уже стала в какой-то степени популярной. Это монументальное произведение в четырёхчастной классической форме. Музыкальная ткань опирается на национальный фольклор с некоторым варьированием тем, ритуальных танцев и мелодий.»
Музыкововеды отмечают, что характерной особенностью симфонии является сквозное развитие действия.
Также симфония исполнялась в Абхазии частями, хотя критики отмечают, что поэтому исполнение в концертах лишь третьей и четвёртой частей мешает цельности восприятия, так как задумана автором как единое целое.
Партитура симфония утверждает самобытность абхазской симфонической школы.